# Situațiunea
Situațiunea este o operă literară scrisă de Ion Luca Caragiale, publicată în 1901.